# Pierre Weegels
Peter Hubertus (Pierre) Weegels (Weert, 20 oktober 1904 - aldaar, 1 oktober 1966) was een Nederlands architect. 

## Leven en werk
Weegels werd geboren in Weert en groeide op in een gezin van 6 kinderen. Hij doorliep het Bisschoppelijk College te Weert en daarna de Middelbare technische school te 's-Hertogenbosch. Er is weinig bekend over studiereizen naar het buitenland. Wel had hij een abonnement op Nederlandse en buitenlandse architectuurbladen. Hij was lid van de Bond van Nederlandse Architecten. 
Weegels was een modernistisch architect, die zich liet inspireren door Le Corbusier. Net als deze was hij toegewijd rooms-katholiek. Hij ontwierp in de vijftiger jaren een aantal kerken. Ondanks het feit dat hij een tijdlang directeur was van een betonfabriek, gebruikte hij dit materiaal niet graag. Zijn huizen hebben vaak een bakstenen uiterlijk. Ook bewerkte hij beton zodanig dat het op natuursteen lijkt.
Belangrijke werken van Weegels zijn de Fatimakerk in Weert uit 1953 en het Lichtenbergcomplex aldaar dat gebouwd werd tussen 1954 en 1961. Dit complex werd in 2003 door de Rijksdienst voor het Cultureel Erfgoed een wederopbouwwerk van nationaal architectonisch belang genoemd. In 2010 besloot de minister het op te nemen in het rijksmonumentenregister.
Weegels overleed in 1966 in zijn woonplaats Weert.

## Selectie van bouwwerken
| Bouw      | Naam                                                                       | Plaats          | Bijzonderheden   | Afbeelding                             |
| --------- | -------------------------------------------------------------------------- | --------------- | ---------------- | -------------------------------------- |
| 1932      | Sint Jans Gasthuis                                                         | Weert           |                  |                                        |
| 1950      | Isidoruskerk                                                               | Haler           |                  |                                        |
| 1951      | Isidoruskerk                                                               | Heibloem        |                  |                                        |
| 1952      | Dubbel woonhuis t.b.v. De Smeets drukkerijen nv st.Antoniusstraat 20 en 22 | Weert           |                  |                                        |
| 1953      | Sint-Catharinakerk                                                         | Wellerlooi      |                  | Wellerlooi.kerk foto5 2010-06-21 17.00 |
| 1953      | Fatimakerk                                                                 | Weert           |                  |                                        |
| 1955      | O.L.V Onbevlekt Ontvangenkerk                                              | Evertsoord      |                  |                                        |
| 1955      | Sint-Gerardus Majellakerk                                                  | Nederweert-Eind |                  |                                        |
| 1956      | Betonfabriek Exton                                                         | Weert           |                  |                                        |
| 1954-1961 | Lichtenbergcomplex                                                         | Weert           |                  |                                        |
| 1959      | Heilige Geestkerk                                                          | Ospel           | Gesloopt in 2007 |                                        |
| 1960      | Sportcentrum ‘Tranchée                                                     | Weert           | Gesloopt in 1984 |                                        |
| 1962      | Villa "Zweantjeshof"                                                       | Weert           |                  |                                        |